# Ophyx bipartita
Ophyx bipartita là một loài bướm đêm trong họ Erebidae.